# Mihret Topčagić
Mihret Topčagić (ur. 21 czerwca 1988 w Gračanicy) – bośniacki piłkarz występujący na pozycji napastnika. Posiada także obywatelstwo austriackie. Wychowanek St. Michael/Bleiburg, od 2018 jest zawodnikiem FK Sūduva.